# نوترینو
نوترینو (به انگلیسی: neutrino) یک ذره بنیادی است که از نظر الکتریکی خنثی بوده و به ندرت وارد برهمکنش می‌شود.
نوترینو به معنی «کوچک خنثی»، معمولاً با سرعتی نزدیک به سرعت نور حرکت می‌کند، از نظر الکتریکی خنثی بوده و قادر است از درون مواد تقریباً بدون هیچ برهمکنشی عبور نماید. نوترینوها دارای جرم بسیار کوچک، اما غیر صفر هستند. نوترینو با حرف یونانی {\displaystyle \nu } (نو) نمایش داده می‌شود.
از آنجایی که نوترینوها بار الکتریکی ندارند، تحت تأثیر نیروهای الکترومغناطیس قرار نمی‌گیرند. نوترینوها تنها تحت تأثیر نیروی هسته‌ای ضعیف که در مقایسه دارای بُرد بسیار کوتاه‌تری از نیروی الکترومغناطیس است، قرار می‌گیرند؛ لذا قادر هستند مسافت‌های بسیار طولانی را درون مواد بدون برهمکنش طی نمایند.
نوترینوها در ضمن واپاشی بتا، در واکنش‌های هسته‌ای مانند آنچه در خورشید یا راکتورهای اتمی رخ می‌دهند و هچنین در اثر برخورد پرتوهای کیهانی با اتم‌ها ایجاد می‌گردند.
سه نوع یا «طعم» نوترینو وجود دارد: الکترون نوترینو، میون نوترینو و تاو نوترینو. همچنین هر یک از آن‌ها پادذره مربوط به خود به‌نام پادنوترینو دارند.
بیشتر نوترینوهایی که از زمین عبور می‌کنند، از خورشید ساطع می‌شوند. در هر ثانیه از هر سانتی‌متر مربع زمین، در حدود ۶۵ میلیارد (۱۰۱۰×۶٫۵) نوترینوی خورشیدی عبور می‌کند.

## انرژی گم شده در تابش پرتو بتا و ایده وجود نوترینو
هنگامی که جیمز چادویک تحقیقات خود را بر روی پرتو بتا آغاز کرد، مصمم شد تا انرژی ذرات بتا را اندازه بگیرد. او از خود پرسید: آیا همگی آن‌ها با یک میزان انرژی بیرون می‌آیند، یا انرژی آن‌ها توزیع شده‌است؟ رادرفورد و دیگر پژوهشگران کوشیده بودند تا به این پرسش پاسخ دهند، ولی نتایج گمراه‌کننده بود. چادویک به منظور اندازه‌گیری انرژی و اندازه حرکت الکترون‌هایی که از رادیوم خارج می‌شدند، آزمایشی طراحی کرد که در آن آهنربایی ذرات را از مسیر منحرف می‌کرد و با اندازه‌گیری میزان انحراف توانست اندازه حرکت را به‌دست‌ آورد. وی از یک شمارشگر تخلیه الکتریکی شبیه شمارشگر گایگر استفاده کرد. اهمیت کشف چادویک این بود که نتایج آزمایش‌های او نشان می‌دادند اصل پایستگی انرژی دیگر رعایت نمی‌شود. برهمکنش مربوطه چنین بود:
{\displaystyle A\to B+electron}
{\displaystyle A} اتم رادیواکتیو پیش از واپاشی و {\displaystyle B} همان اتم بعد از واپاشی است. انرژی این الکترون می‌تواند از تقریباً صفر تا یک حداکثر معین باشد. انرژی کلی {\displaystyle A}، منجمله انرژی جرم سکون آن، باید با کل انرژی {\displaystyle B} برابر باشد. چنان‌که دیده شد نسبت انرژی {\displaystyle B} به انرژی الکترون برخی اوقات بسیار بالا و گاهی پایین است و تقریباً هیچ بستگی ندارد. پس در معادله موازنه ایجاد نمی‌شود. آیا ذره غیرقابل دیدی منتشر می‌شود؟

این آزمایش‌ها به دلیل جنگ جهانی اول متوقف شد. پس از جنگ فردی به نام چارلز الیس به گروه رادرفورد پیوست. او و ویلیام وستر روشی برای به‌دست آوردن انرژی‌ای که در گذار از {\displaystyle A} به {\displaystyle B} حاصل می‌شد، اندیشیدند. شگردشان این بود که بگذارند انرژی منتشر شده، استوانه بزرگی از سرب را که کاملاً عایق شده بود، گرم کرده و درجه حرارت سرب را با دستگاه حساس ترموکوپل که قادر است تغییرات کوچک دما را نشان دهد، اندازه بگیرند. نتیجه قطعیت داشت. هیچ عامل گرم‌کننده دیگری بیرون نمی‌آمد. این انرژی گمشده اثری از خود باقی نمی‌گذاشت و توضیحی وجود نداشت. مسئله انرژی گم شده در تابش پرتو بتا چنان شدت گرفت که در سال ۱۹۲۹ نیلز بور پیشنهاد کرد که شاید اصل پایستگی انرژی در حوزه هسته بکار نیاید.

توضیح انرژی گمشده باید در انتظار ولفگانگ پائولی باقی می‌ماند. او نمی‌توانست عقیده بور مبنی بر فروریختن اصل پایستگی را بپذیرد و برای گذر از این تنگنا در سال ۱۹۳۰ وجود ذره جدیدی را پیشگویی کرد که از این برهمکنش بیرون می‌آید و از خود در کالریمتر الیس نه مسیری و نه حرارتی باقی می‌گذارد. این ذره بایستی بدون بار و برخوردار از قدرت نفوذ بالا باشد. بدینسان پائولی ذره‌ای را که انریکو فرمی بعدها نوترینو نام گذاشت، پیشگویی کرد. به این ترتیب، واکنش واپاشی بتا چنان‌که در سال ۱۹۳۹ فرمی آن را به چاپ رسانید، چنین است:
{\displaystyle A\to B+electron+neutrino}
۲۵ سال باید می‌گذشت تا نوترینو مستقیماً ردیابی شود. اما خیلی پیش از آن ایده وجود نوترینو به طورکلی به سبب استفاده از اصل پایستگی انرژی، غیرمستقیم پذیرفته شده بود.
امروزه رابطه فوق را در واپاشی بتا (نوع −β) به شکل زیر می‌شناسیم که در آن یک نوترون ({\displaystyle n}) به یک پروتون ({\displaystyle p})، یک الکترون ({\displaystyle e^{-}}) و یک پادنوترینوی الکترونی ({\displaystyle {\bar {\nu _{e}}}}) واپاشی می‌کند:
{\displaystyle n^{0}\rightarrow p^{+}+e^{-}+{\bar {\nu _{e}}}}
پادنوترینوها اولین بار به‌واسطه برهمکنش آن‌ها با پروتون‌ها در یک مخزن ۲۰۰ لیتری آب در آزمایش کووان و رینز در سال ۱۹۵۶ شناسایی شدند. در این آزمایش فرض بر این بود که در واپاشی بتا، پادنوترینوی الکترونی ({\displaystyle {\bar {\nu _{e}}}})، با پروتون ({\displaystyle p}) وارد برهمکنش شده و باعث به وجود آمدن یک نوترون ({\displaystyle n}) و یک پوزیترون ({\displaystyle e^{+}}) (پادذره الکترون) می‌شوند:
{\displaystyle {\bar {\nu _{e}}}+p^{+}\rightarrow n^{0}+e^{+}}
در این آزمایش چشمه نوترینوها رآکتور هسته‌ای نیرومندی بود که در آن نوترینوها در ضمن واپاشی بتا از شکافت اورانیوم، به میزان ۱۰۱۳×۵ نوترینو در هر ثانیه و در هر سانتی‌متر مربع تولید می‌شدند. بعد از ماه‌ها آزمایش، آن‌ها در حدود سه نوترینو در هر ساعت را توسط آشکارسازهای خود که تعداد آن‌ها ۱۱۰ عدد بود، شناسایی کردند.

## تاریخچه کشف نوترینو
تاریخچه کشف نوترینو، به‌طور خلاصه بدین قرار است:
- در سال ۱۹۱۴ جیمز چادویک به مسئله ابهام‌آمیز مربوط به انرژی حرکتی ذراتی که از مواد رادیواکتیو صادر می‌شدند، برخورد کرد.
- در سال ۱۹۳۰ ایده نوترینو هنگامی به دنیا آمد که ولفگانگ پاولی چاره‌ای برای حفظ اصل پایستگی انرژی در تولید ذرات بتا اندیشید. پاولی هنگامی که برای نخستین بار تئوری خود را عرضه داشت، نوترون هنوز کشف نشده بود!
- در سال ۱۹۳۲ چادویک موفق به کشف نوترون گردید و در سال ۱۹۳۳ کارل دیوید اندرسون اولین پادذره یعنی پوزیترون را کشف نمود.
- در سال ۱۹۵۶، ۲۵ سال پس از اینکه پاولی امکان وجود نوترینو را پیشنهاد کرده بود، و ۴۲ سال پس از اینکه ابهامات مربوط به پرتو بتا مطرح گردید، کلاید کووان و فردریک رینز رسماً اعلام کردند که وجود نوترینو بالاخره به اثبات رسید.
- در سال ۱۹۶۲ دومین نوع نوترینو یعنی نوترینوهای میون کشف گردیدند.
- در سال ۱۹۶۸ برونو پونته‌کورو و ولادیمیر گیربف در پی ابهامات به وجود آمده در اندازه‌گیری تعداد نوترینوهای خورشیدی عبوری از زمین،
- بیان نمودند که اگر نوترینوها دارای جرم غیر صفر باشند آنگاه می‌توانند از یک نوع به نوع دیگر تغییر نمایند.[۷] بنابراین نوترینوهای خورشیدی گمشده، می‌توانند نوترینوهای الکترونی باشند که در طول مسیر خود به سوی زمین به نوعی دیگر تغییر یافته‌اند و از دید آشکارسازها پنهان می‌مانند. تا پیش از این عقیده عمومی بر این رایج بود که نوترینوها دارای جرم صفر هستند.
- در سال ۱۹۷۸ نیاز به وجود نوع سوم آن بنام نوترینوهای تاو اعلام شد؛ ولی تا ۱۹۹۸، یعنی تا ۲۰ سال پس از آن، مشاهده آن هنوز امکان‌پذیر نشده بود.
- در سال ۱۹۹۸ تیم تحقیقاتی سوپر کامیوکانده خبر از قرائن و شواهدی دربارهٔ نوترینوهایی بدون جرم صفر دادند.[۸]
- در سال ۲۰۱۰ تیم تحقیقاتی INFN در گرن‌ساسو ایتالیا، که بر روی آشکارساز اپرا کار می‌کنند، مشاهده کردند که تعدادی از نوترینوهایی که از سرن گسیل شدند و از نوع نوترینوی میونی بودند، در طول سفر از لابراتوارهای سرن واقع در ژنو با عبور از تونلی به طول ۷۳۰ کیلومتر، به نوترینوهای تاو تبدیل شدند (نوسان کردند و تغییر طعم دادند). نتایج این نوسان اثبات کرد که حداقل یکی از این سه نوع نوترینو می‌تواند جرم داشته باشد.[۹]
- در سال ۲۰۱۱ تیم تحقیقاتی آشکارساز اپرا اعلام نمودند که مشاهدات آن‌ها نشان می‌دهد که سرعت نوترینوها از سرعت نور نیز فراتر می‌روند. اما مدتی بعد خود مرکز سرن اصلاحیه‌ای در مورد نتایج اعلام شده صادر و موضوع را منتفی اعلام کرد و ناشی از خطا در سامانهٔ GPS دانست.
- اکنون دانشمندان به دنبال مطالعهٔ دقیق تر این ذرات هستند و یک پروژه فیزیک را معرفی کرده‌اند که «یک و نیم میلیارد دلار»، هزینه خواهد داشت.[۳]

## پادنوترینو
پادنوترینو پادذره نوترینو است که در واپاشی بتا ایجاد شده و از نظر بار الکتریکی خنثی است. مشاهدات مربوط به نوسان نوترینو نشان داده‌است که پادنوترینوها دارای جرم هستند.

از آنجایی که نوترینوها و پادنوترینوها ذرات خنثی هستند، این امکان وجود دارد که هردوی آن‌ها در واقع یک ذره باشند. ذراتی که دارای چنین مشخصه‌ای هستند، به عنوان ذرات مایورانا شناخته می‌شوند. اگر نوترینوها ذرات مایورانا باشند آنگاه واپاشی بتای دوتایی بدون نوترینو امکان‌پذیر خواهد بود.

## سرعت نوترینو
پپش از ظهور ایده نوسان نوترینو (تغییر طعم)، عموماً سرعت نوترینو برابر سرعت نور در نظر گرفته می‌شد.

موضوع سرعت نوترینو بستگی مستقیم به جرم آن دارد. براساس قانون نسبیت خاص اگر نوترینوها بدون جرم هستند آنگاه باید با سرعت نور حرکت نمایند و درصورتی که دارای جرم باشند، دیگر نمی‌توانند به سرعت نور برسند.
در تاریخ ۲۳ سپتامبر ۲۰۱۱ (۱ مهر ۱۳۹۰)، تیم تحقیقاتی آشکارساز اپرا اعلام نمودند که مشاهدات آن‌ها نشان می‌دهد که سرعت نوترینوها از سرعت نور نیز فراتر می‌روند. مشاهدات انجام شده در گرن‌ساسو ایتالیا، بر روی ۱۵۰۰۰ نوترینو گسیل شده از سرن واقع در ژنو پس از عبور از تونلی به طول ۷۳۰ کیلومتر، بیانگر این است که سرعت نوترینوها در این آزمایش ۰٫۰۰۲٪ (۲۰ واحد در میلیون) بالاتر از سرعت نور بوده‌است. با این وجود، تیم تحقیقاتی سرن در یافته خود محتاط بودند و آن را به بوته آزمایش دیگر دانشمندان گذاشتند. مدتی بعد اما خود مرکز سرن اصلاحیه‌ای در مورد نتایج اعلام شده صادر و موضوع را منتفی اعلام کرد. علم فیزیک مدرن پس از تئوری نسبیت خاص آلبرت انیشتین، سرعتی بالاتر از سرعت نور را نمی‌شناسد و در حقیقت هم جز با یک تغییر کامل در پارادایم‌های علمی پذیرش چنین نتایجی ممکن نیست. بررسی‌ها نشان داد که موضوع به سادگی مربوط به تنظیمات ساعت‌های دونقطه سنجش از مسافرت نوترینوها بوده‌است.

### ارزیابی شتابزده پژوهشگران سرن
ارزیابی شتابزده پژوهشگران مرکز تحقیقاتی سرن، پیش از این که باعث تغییر قوانین فیزیک شود، باعث جدی‌تر شدن نظارت بر تجهیزات خواهد شد، چرا که سخن از خطای انسانی در نتیجه‌گیری عجیب آن‌ها به میان آمده و به نظر نمی‌رسد که نوترینوهای مورد نظر آنان سرعتی بیشتر از نور داشته‌اند.
براساس قانون نسبیّت خاص اگر نوترینوها بدون جرم هستند باید با سرعت نور حرکت نمایند و درصورتی که دارای جرم باشند (دارای جرم بسیار کوچک، اما غیر صفر)، دیگر نمی‌توانند به سرعت نور برسند.
گویا مشکلات در آزمایش به نحوه استفاده از سامانهٔ موقعیت‌یاب جهانی جی‌پی‌اس برای هم‌زمان کردن ساعت‌های اتمی هر دو سوی این مسیر برمی‌گشته‌است. گذر زمان در ساعت‌ها بین رسیدن سیگنال سنکرون‌کننده باید در نظر گرفته می‌شد و احتمالاً این کار به درستی انجام نشده و چه بسا یک اتصال مشکل‌دار بین سیگنال جی‌پی‌اس و ساعت اصلی وجود داشته‌است. خطا در نوسان‌سازی که برای اعمال برچسب‌های زمانی برای سنکرون کردن جی‌پی‌اس به کار رفته (اتصال دو شبکه کاملاً مجزا به طریقی که هیچ نوع شدت جریان ضربه‌ای قابل ملاحظه‌ای ایجاد نشود)، می‌تواند منجر به اشتباه در برآورد زمان سفر نوترینوها و اضافه‌تر محاسبه شدن این زمان شده باشد.
همزمان کردن ساعت‌ها به دلیل اثرات نسبیت خاص و عام هم می‌تواند به خطایی از مرتبهٔ چند ده نانو ثانیه منجر بشود که به اشتباه به سرعت بیش از سرعت نور تعبیر شده‌است.

## جرم نوترینو
در مدل استاندارد ذرات بنیادی فرض شده که نوترینوها بدون جرم هستند و این موضوع عقیده رایج تا دهه هفتاد میلادی بود.
در دههٔ ۹۰ میلادی داده‌های برآمده از نوترینوهای خورشیدی و جوی، گواهی تجربی بر جرمدار بودن نوترینو نشان دادند؛ ولی گمانهٔ جرمدار بودن نوترینو و پژوهش پدیدار شناختی آن به دههٔ ۷۰ میلادی بازمی‌گردد. در دههٔ ۷۰ و ۸۰ میلادی بررسی‌های بسیاری با گمانهٔ جرمدار بودن نوترینو بر پایهٔ نظریه‌های پیمانه‌ای انجام شد.
جرمدار بودن نوترینوها به همانندی بسیار زیاد آن‌ها به کوارک‌ها انجامیده‌است. از این رو آمیختگی بین طعم‌های گوناگون نوترینو و بنابراین پدیدهٔ نوسانات نوترینو شدنی می‌گردد. با توجه به صفر بودن جرم نوترینو در مدل استاندارد ذرات بنیادی مهم‌ترین پیامد گواه‌های تجربی مبنی بر جرمدار بودن نوترینو آن است که باید به سوی فیزیک فرای مدل استاندارد برویم.
در سال ۱۹۹۸ نتایج تحقیقات در آشکارساز نوترینوی سوپر کامیوکانده مشخص نمود که نوترینوها می‌توانند از یک طعم به طعم دیگر نوسان نمایند، این موضوع مستلزم آن است که آن‌ها باید جرم غیر صفر داشته باشند. این ایده اولین بار در سال ۱۹۶۸ توسط پونته‌کورو در پی ابهامات به وجود آمده در اندازه‌گیری تعداد نوترینوهای خورشیدی عبوری از زمین، مطرح شد. در سال ۲۰۱۰ آشکارساز اپرا تغییر طعم نوترینوهای میونی به نوترینوهای تاو را ثبت نمود.

## نوسان نوترینو

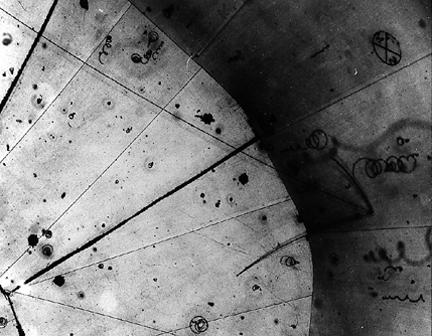
ذره بنیادی نوترینو

آکادمی سلطنتی علوم سوئد در اطلاعیه‌ای در روز ۱۴ مهر (۶ اکتبر)، اعلام کرد که تکاکی کاجیتا، فیزیکدان ژاپنی، و آرتور بی. مکدونالد، فیزیکدان کانادایی به خاطر دستاورد تحقیقاتی خود در مورد نوترینوها برنده جایزه نوبل شده‌اند.
کشفیات این دو فیزیکدان استنباط بشر از ماهیت نوترینو را تغییر داد و می‌تواند در درک از کائنات بسیار مؤثر باشد. این دو پژوهشگر کشف کردند که نوترینوها، که از ذرات بنیادی هستند، دارای جرم هستند. آن دو با شناسایی پدیده جدید «نوسان نوترینو» تحولی اساسی در فیزیک ذرات بنیادی انجام داده‌اند.

## برخی آمار و ارقام
- خورشید در هر ثانیه ۱۰۳۸×۲ نوترینو از خود ساطع می‌کند.
- در هر ثانیه از هر سانتی‌متر مربع زمین، در حدود ۶۵ میلیارد (۱۰۱۰×۶٫۵) نوترینوی خورشیدی عبور می‌کند. اما این باران بسیار عظیم توسط انسان‌ها احساس نمی‌شود.
- بدن افراد در حدود ۲۰ میلی‌گرم پتاسیم ۴۰ دارد که تولید اشعه رادیواکتیو بتا می‌کند. در نتیجه فرد بدون اینکه خود بداند، روزانه در حدود ۳۴۰ میلیون نوترینو صادر می‌کند. به این ترتیب آن‌ها با سرعت نزدیک به سرعت نور از بدن خارج می‌شوند و تا پایان جهان به سفر خود ادامه می‌دهند.
- تخمین زده می‌شود که در حدود ۳۳۰ نوترینو در هر سانتی‌متر مکعب از کائنات وجود دارد، به عبارتی ۳۳۰ میلیون در هر متر مکعب. این عدد بسیار بزرگی است. جهت مقایسه، به‌طور متوسط نیم پروتون در هر متر مکعب از کائنات وجود دارد. به این ترتیب تعداد نوترینوها نزدیک به یک میلیارد برابر تعداد پروتون‌ها است؛ لذا در این کائنات آنچه که به عنوان ماده (پروتون، نوترون و الکترون) شناخته شده شاید از نظر کمیت خیلی مهم نباشند.
- تعداد نوترینوها در هر سانتیمتر مکعب از کیهان:

۳۳۰ نوترینو، مربوط به مهبانگ
۰٫۰۰۰۲ نوترینو، مربوط به ابرنواخترها (سوپرنواها)
۰٫۰۰۰۰۰۶ نوترینو، مربوط به ستارگان